# Ptychoptera contaminata
Ptychoptera contaminata is een muggensoort uit de familie van de glansmuggen (Ptychopteridae). De wetenschappelijke naam werd gepubliceerd in 1758 door Carl Linnaeus in de tiende editie van Systema naturae.
De soort komt voor in Europa.

## Afbeeldingen

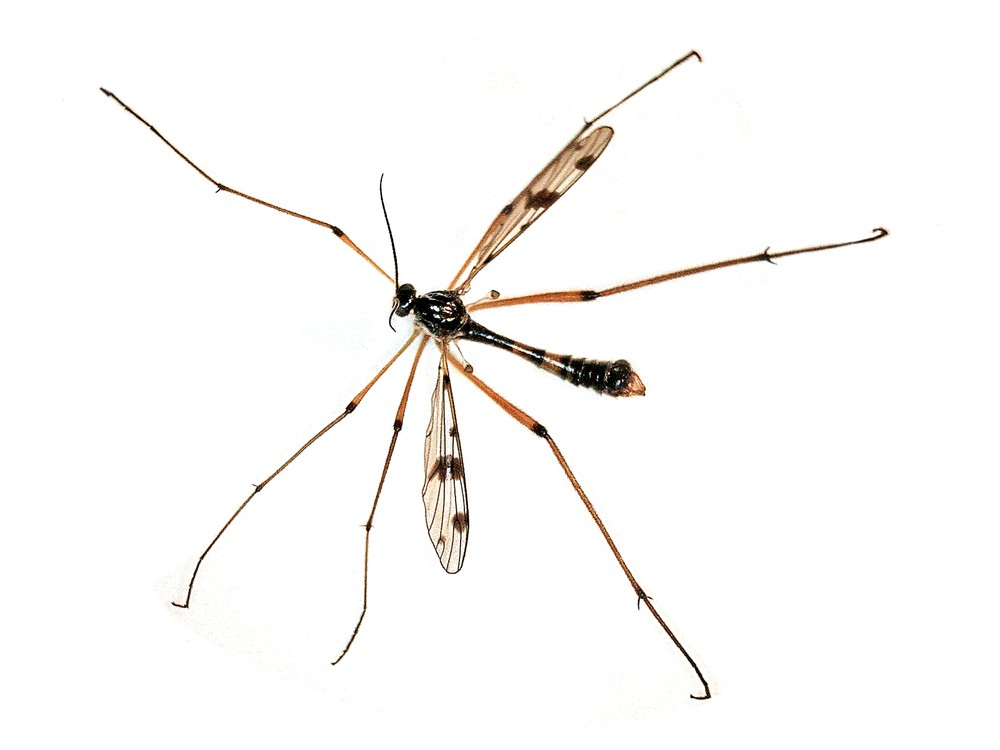
Mannetje
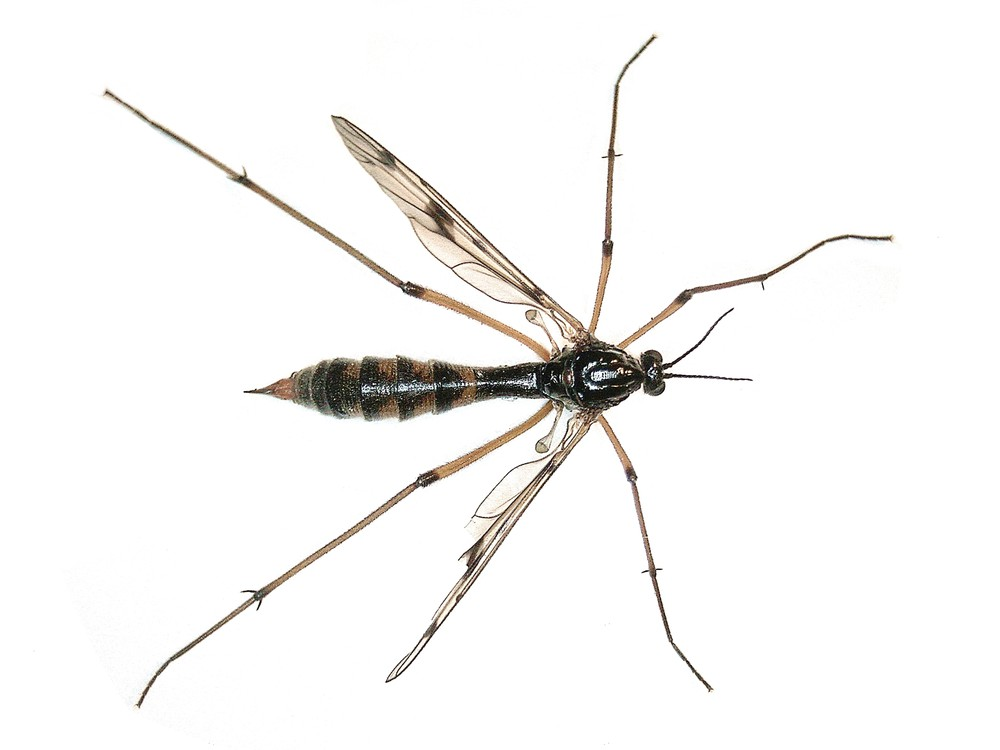
Vrouwtje
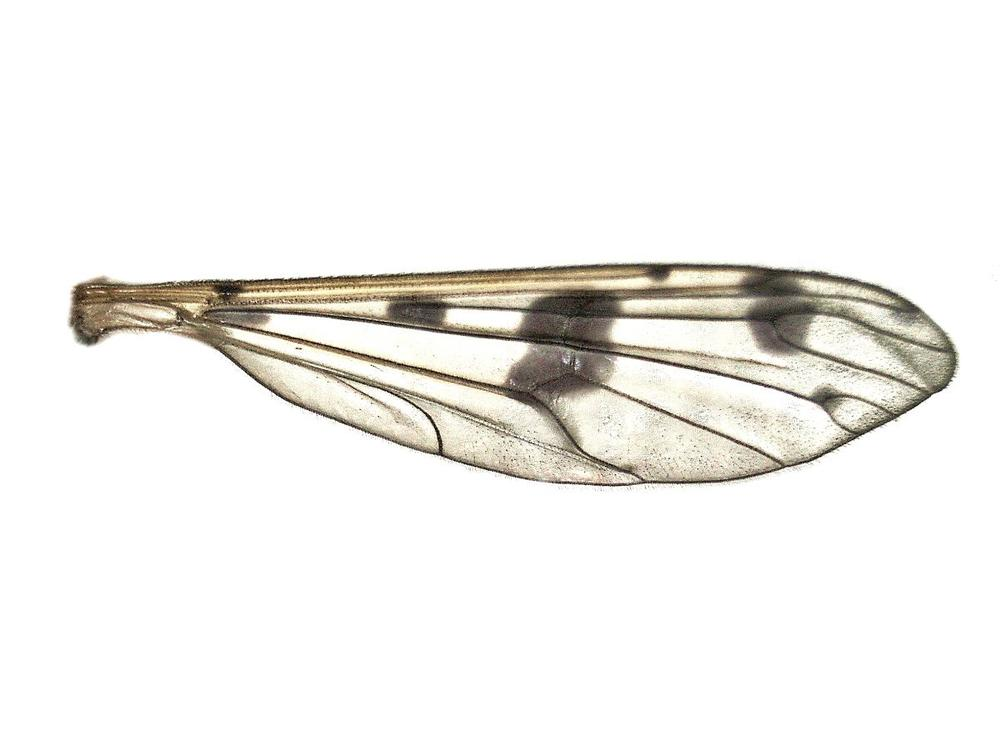
Vleugel
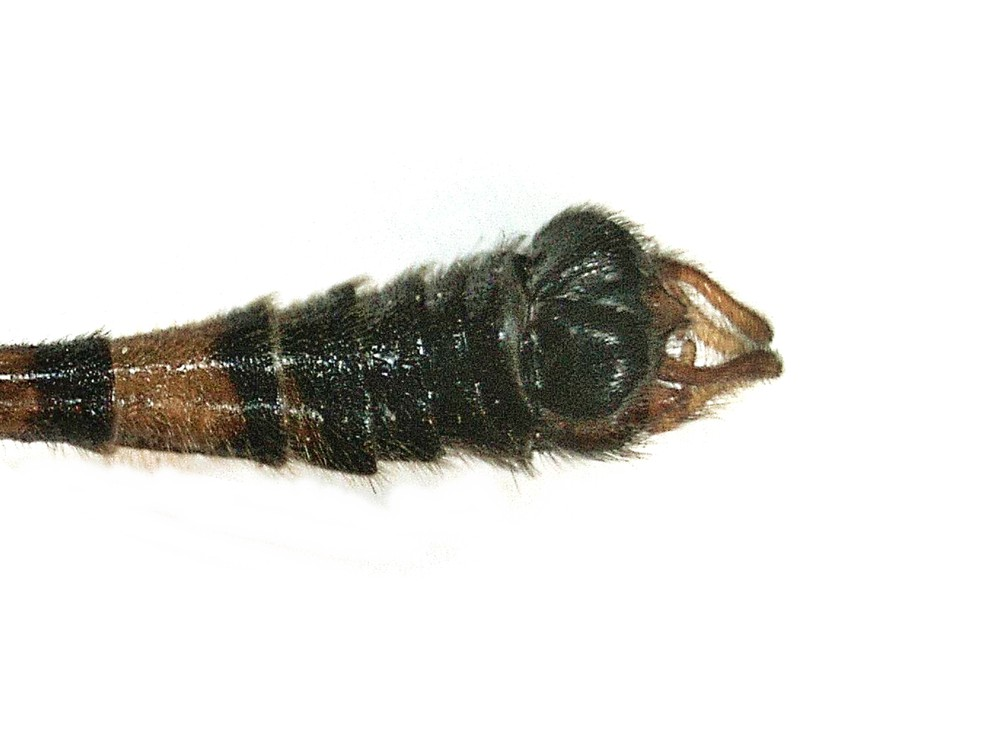
Detail achterlijf mannetje